# نادي مافونزو
نادي مافونزو هو نادي كرة قدم زنجباري. يشارك الفريق في دوري زنجبار الممتاز. شارك الفريق لأول مرة في دوري أبطال أفريقيا عام 2010.